# Cerkiew św. Michała Archanioła w Brzeźnie
Cerkiew św. Michała Archanioła – nieistniejąca cerkiew prawosławna w Brzeźnie. Jedna z kilkudziesięciu cerkwi zniszczonych w czasie trzeciej fali akcji rewindykacji cerkwi prawosławnych w II Rzeczypospolitej, której kulminacją było burzenie świątyń prawosławnych na Chełmszczyźnie. 
Cerkiew została wzniesiona w centralnej części wsi w 1914 z inicjatywy władz carskich i za pieniądze państwowe. Po I wojnie światowej została legalnie zarejestrowana jako czynna świątynia prawosławna. Jeszcze w 1935 mieszkańcy Brzeźna (we wsi liczącej 457 osób 90% należało do Polskiego Autokefalicznego Kościoła Prawosławnego) otrzymali zgodę na urządzenie kwatery prawosławnej na cmentarzu oraz na remont cerkwi, dokonany ze składek wiernych w 1937. Mimo tego cerkiew została rok później uznana za zbędną i zburzona. Według relacji Jana Wojnowskiego burzenie odbywało się w asyście policji i wojska, ale bez protestów ze strony ludności. Na miejscu po zniszczonej świątyni Władysław Dżaman, mieszkaniec Brzeźna, wzniósł pamiątkową kapliczkę, zniszczoną później na polecenie NKWD. 
W 2004 w Brzeźnie została poświęcona pierwsza nowa świątynia na Chełmszczyźnie od czasu akcji rewindykacyjnej – cerkiew św. Włodzimierza. Należy do parafii prawosławnej w Chełmie. 